# Andrzejewicze (stacja kolejowa)
Andrzejewicze (biał. Андрэевічы, ros. Андреевичи) – węzłowa stacja kolejowa w miejscowości Andrzejewicze, w rejonie wołkowyskim, w obwodzie grodzieńskim, na Białorusi.
Stacja powstała w 1886.